# Batflowers
Batflowers è il terzo album della cantante australiana Megan Washington, pubblicato il 28 agosto 2020.

## Tracce
1. Batflowers – 3:04 (Megan Washington, Jason Wu)
2. Not a Machine – 4:37 (Megan Washington, Mario Spate)
3. Dark Parts – 2:59 (Megan Washington, Samuel Dixon)
4. Paradise Lost – 3:26 (Megan Washington)
5. Switches – 5:28 (Megan Washington, Samuel Dixon)
6. Catherine Wheel – 4:30 (Megan Washington)
7. The Give – 4:45 (Megan Washington)
8. Silencio – 3:49 (Megan Washington, Samuel Dixon)
9. Lazarus Drug – 5:32 (Megan Washington)
10. Move You – 3:47 (Megan Washington, Samuel Dixon)
11. Achilles Heart – 3:21 (Megan Washington, Jason Wu)
12. Kiss Me Like We're Gonna Die – 4:08 (Megan Washington, Alex Evert, Sam Fisher, Alex Terheimer)

## Classifiche
| Classifica (2020) | Posizione massima |
| ----------------- | ----------------- |
| Australia         | 23                |